# ヘチャン
ヘチャン（韓：해찬、英：Haechan、漢：楷燦、簡：楷灿、本名：イ・ドンヒョク（韓：이 동혁、漢：李 東赫、英：Lee Dong-hyuck）、2000年6月6日 - ）は大韓民国・済州島出身の歌手。男性アイドルグループNCTのメンバー。SMエンタテインメント所属。2016年7月、NCT 127でデビュー。2016年8月、NCT DREAMでデビュー。2018年5月、日本デビュー。血液型はAB型。

## 来歴

### 生い立ち・SMエンタ入社
2000年6月6日、韓国ソウル特別市で生まれる。6歳から12歳まで済州島で育つ。
2013年、SMエンタテインメントの土曜公開オーディションに合格し、練習生として入社した。オーディションで披露した曲はホ・ガクの「Hello」・G-DRAGONの「그 XX」である。

### SMルーキーズとして（2014年 - 2015年）
2014年7月17日、SMルーキーズとして公開された。9月より、Mnetで放送されたEXOの番組『EXO 90：2014』に出演した。
2015年7月23日より、ケーブルテレビディズニー・チャンネル『ミッキーマウス・クラブ』にSMルーキーズのメンバーとして出演。ファッションマガジン『Ceci』8月号にSMルーキーズとして初のグラビアが掲載された。
8月15日より、SMルーキーズの定期公演「SM ROOKIES SHOW」に出演した。

### NCTデビュー（2016年 - ）

#### 2016年

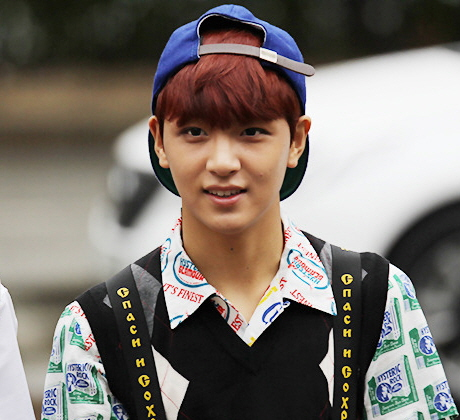
2016年8月、『Music Bank』公開収録にて

7月2日、ソウルを拠点として活動するユニットNCT 127のメンバーとして公開された。デビューにともない本名のドンヒョクから芸名のヘチャンで活動。
7月7日、Mnet『M COUNTDOWN』でNCT 127のデビュー曲「Fire Truck」を披露し、正式デビュー。
8月20日、青少年ユニットNCT DREAMのメンバーとして公開された。8月25日、Mnet『M COUNTDOWN』でNCT DREAMのデビュー曲「Chewing Gum」を披露しNCT DREAMとして正式デビュー。

#### 2018年
5月23日、所属ユニットNCT 127がミニアルバム『Chain』を発売し、日本デビュー。
12月13日、SM STATIONシーズン3を通じて公開されたアニメ『トロール』の劇中歌「Best Day Ever」に参加。
12月19日、SMエンタテインメントよりヘチャンが公演準備中に脛骨を骨折したと発表された。

#### 2019年

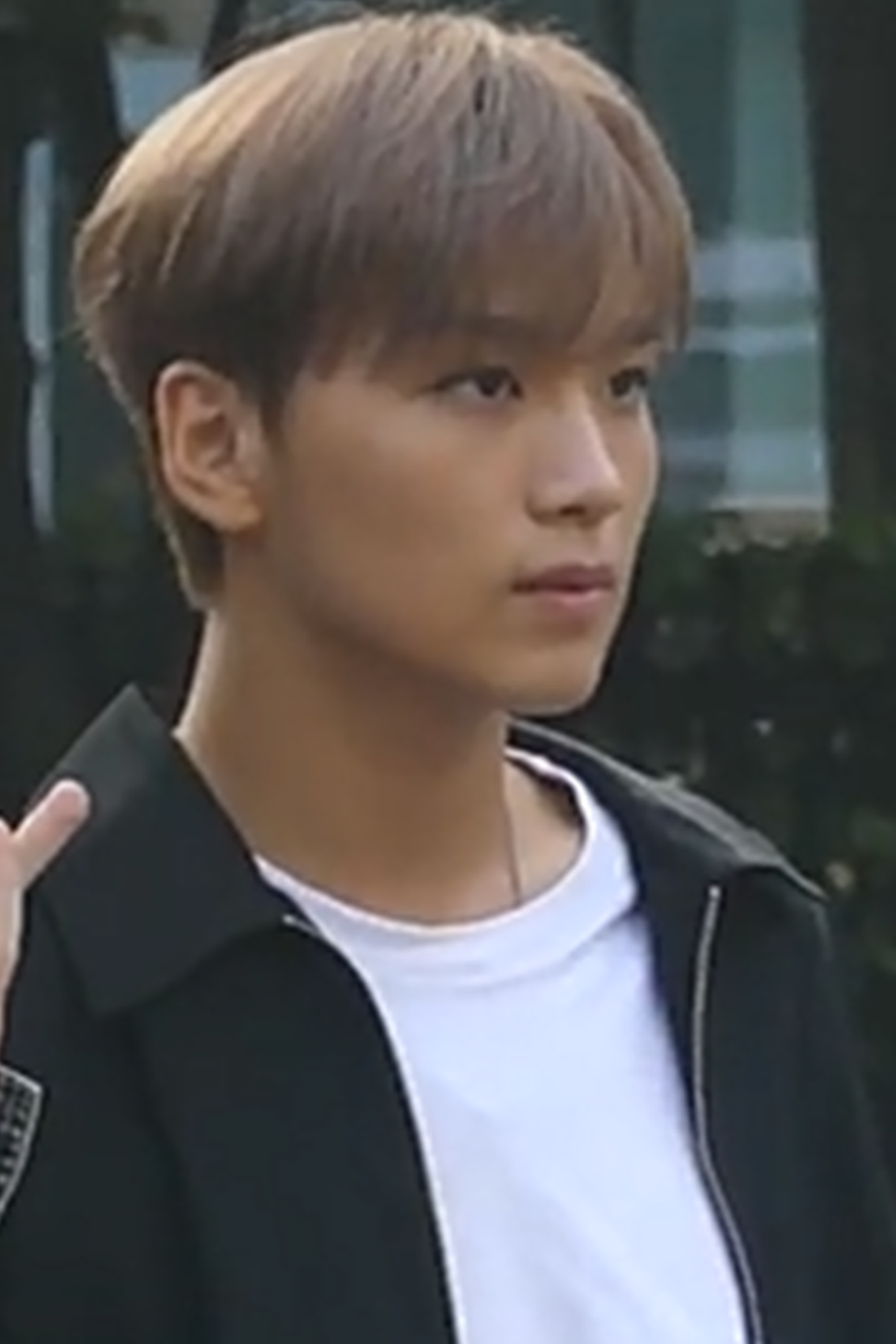
2019年8月、『Music Bank』公開収録にて

1月、NCT 127の初単独コンサート「NEO CITY : SEOUL - The Origin」では全体パフォーマンスには怪我のため参加せず、椅子に座っての出演となった。
3月29日、NCT 127のコンサートツアー「NCT 127 1st Tour ‘NEO CITY : JAPAN - The Origin’」のさいたまスーパーアリーナ公演よりステージ復帰した。
12月13日、NCT Uとして参加した「Coming Home」が公開された。

#### 2020年
1月4日-5日、体調不良のためNCT 127の単独コンサート「NCT 127 1st Tour ‘NEO CITY : JAPAN - The Origin’」福岡公演を欠席した。
3月2日より、YouTubeチャンネル「NCT DAILY」に冠企画「37.5MHz ヘチャンラジオ」を公開した。
10月19日、NCT Uとして参加した「From Home」のミュージックビデオが公開された。

#### 2021年
8月12日、NCT Uとしてドヨンと参加した「Maniac」が公開された。
12月10日、NCT Uとして参加した「Universe (Let's Play Ball)」のミュージックビデオが公開された。
12月27日発売、ウィンターアルバム『2021 Winter SMTOWN : SMCU EXPRESS』の収録曲「Snow Dream 2021」に参加した。

#### 2022年
3月5日、参加したPLAYLISTのドラマ『PLYFRIENDS ソヨン大学22学番編』のOSTで、Toyの名曲をリメイクした「좋은 사람（いい人）」が公開された。
3月20日、NCT Uとして参加した文化体育観光部と韓国コンテンツ振興院のプロジェクト「光化時代」のテーマ曲「coNEXTion(Age of Light)」が公開された。

#### 2023年
1月6日、SMエンタテインメントよりヘチャンが動悸や息苦しさなどの症状を訴えていることから、体調回復と十分な休息を取るため一時休養を取ることを発表した。
1月30日、NCT 127の4thリパッケージアルバム『Ay-Yo』のカムバックより、全ての活動を再開した。
2月8日、所属ユニットNCT DREAMが日本デビューシングル『Best Friend Ever』を発売した。
7月22日、SMエンタテインメントよりヘチャンが肩と背中の痛みを訴えていることから「NCT DREAM 7th ANNIVERSARY FANMEETING ‘DREAM LAND'」及び『SBS人気歌謡』のスケジュールを欠席すると発表された。
7月24日、病院での検査の結果、肩と背中には大きな異常はなく一時的な筋肉の痛みと診断されたため、活動再開を発表した。
9月7日、NCT Uとして参加した「N.Y.C.T」が公開された。

#### 2024年
1月7日-8日、体調不良のためNCT 127の単独コンサート「NCT 127 3RD TOUR ʻNEO CITY : JAPAN - THE UNITYʼ」名古屋公演を欠席した。
1月9日、SMエンタテインメントよりヘチャンが病院での検査の結果、重度の扁桃炎であることが判明し、体調回復と十分な休息を取るため「Circle Chart Music Awards 2023」のスケジュールを欠席することを発表した。
2月20日より、NCTの公式YouTubeチャンネルにドヨンとの冠企画「キムドンイドンのMUK2U」を公開。

#### 2025年
2月14日、SMエンタテインメント創立30周年記念アルバム『2025 SMTOWN : THE CULTURE, THE FUTURE』タイトル曲「Thank You」に参加した。
3月19日に先行公開された、マークの1stフルアルバム『The Firstfruit』収録曲「+82 Pressin' (feat. HAECHAN）」にフィーチャリングで参加した。
9月8日、1stフルアルバム『TASTE』をリリースし、ソロデビュー予定。

## 人物

### ロールモデル・性格
4人兄弟の長男で、弟が2人と妹が1人いる。本貫は星山李氏。
芸名のヘチャンは「正しく（真っ直ぐに）輝け」という意味で李秀満が命名した。芸名をもらったときは生まれ変わったような気分だったという。
子供の頃の夢は歌手で、歌うことが好きな子供だった。
ロールモデルはマイケル・ジャクソンとSHINeeのテミン。「ビリー・ジーン」を偶然聞いた際に衝撃を受け、マイケル・ジャクソンのファンになった。
SMエンタテインメントに入社した理由はテミンに憧れたため。SHINeeの「Replay」を聞いてK-POPアイドルに興味を持った。テミンがグループの末っ子であったことから、いつか自分も末っ子としてデビューしたいと思っていた。
ポジティブな性格で、周りを明るい雰囲気にするムードメーカー。自身の性格を一言で表すと「八色鳥」で、韓国では様々な面を持っているという意味を持つという。
済州島育ちのため方言を話すことができる。
性格診断のMBTIはENFP、ISTP、ENTP、ESTP型。

### ニックネーム
丸い目と何かを食べる時にちょっと出てくる舌などがプーズーに似ており、ファンの募金活動によってロサンゼルス動物園に生まれたプーズーに「ヘチャン（Haechan）」という名前が付けられた。
2019年5月15日、へチャンはロサンゼルス動物園を訪問し、自身の名前にちなんで名付けられたプーズーのへチャンと対面した。へチャンはファンの募金活動について知っており、寄付によって名前が付けられたことに関して誇りに思うと語った。
「Fullsun」や、「ドンキー」（ドンヒョク＋モンキー）プドゥ、というニックネームがあり、日本のファンからは「ヘチ」や「ドンちゃん」などの愛称で呼ばれている。
dTV『NCT 127 おしえてJAPAN!』で披露したダジャレ自己紹介は「ぴょこんぴたんへっちゃんこ」。

### 趣味・嗜好
好きな食べ物は豚キムチチゲ、生ビール、とうもろこしのひげ茶、もつ鍋、うなぎ、ひつまぶし。元々うなぎを食べられなかったが、日本でひつまぶしを食べて大好きになった。日本のコンビニでつい買ってしまうものは、とんこつ味のカップラーメン、うどん、ジンジャエール、ピルクル。
趣味はゲーム、映画鑑賞、音楽を聴くこと、携帯を使うこと、コンピュータ、ドラマを見ること、ピアノ。コンピューターゲーム。
特技は洗濯と料理、F1の走行音モノマネ。

### 教育
ソウル公演芸術高等学校実用音楽科に在学していた。

### 慈善活動
韓国の社会福祉法人「愛の実（サランエヨルメ）」が運営する高額寄付者の集まり「オナー・ソサエティ」のメンバーである。
2023年2月、トルコ・シリア地震被害復旧のため1億ウォンを寄付した。
2023年8月、ハワイ・マウイ島山火事被災者緊急救護活動のため5000万ウォンを寄付した。
2025年3月、韓国南部の嶺南地方で発生した山火事の被害支援のため、5000万ウォンを寄付した。

### ランキング
2019年7月、アプリケーション「アイドルチャンプ」の「ITモデル選好度ラップトップ部門」で1位。
2020年2月、アプリケーション「アイドルチャンプ」の「ドラマのOST（劇中歌）を歌って欲しい蜂蜜声帯アイドルは？」部門で1位。
2020年3月、アプリケーション「スタープレイ」の「最も魅力的な声のアイドル」部門で1位。

## 参加作品

### NCT U
| 公開日 | 公開日   | タイトル                   | 収録アルバム             | ミュージックビデオ         | 備考                                  |
| ------ | -------- | -------------------------- | ------------------------ | -------------------------- | ------------------------------------- |
| 2018年 | 8月11日  | CELEB FIVE                 | -                        | -                          | MBC「ショー 音楽中心」で披露          |
| 2019年 | 12月13日 | Coming Home                | -                        | Coming Home                |                                       |
| 2020年 | 6月26日  | Kick & Ride                | -                        | -                          | KBS「ミュージックバンク」特番で披露   |
| 2020年 | 10月12日 | Faded In My Last Song      | NCT 2020 Resonance Pt. 1 | -                          |                                       |
| 2020年 | 10月12日 | From Home                  | NCT 2020 Resonance Pt. 1 | From Home                  |                                       |
| 2020年 | 11月23日 | 90's Love                  | NCT 2020 Resonance Pt. 2 | 90's Love                  |                                       |
| 2020年 | 11月23日 | Faded In My Last Song      | NCT 2020 Resonance Pt. 2 | -                          |                                       |
| 2021年 | 8月12日  | Maniac                     | -                        | Maniac                     | ライアン・チョン「MAXIS」プロジェクト |
| 2021年 | 12月14日 | Universe (Let's Play Ball) | Universe                 | Universe (Let's Play Ball) |                                       |
| 2021年 | 12月14日 | Round&Round                | Universe                 | -                          |                                       |
| 2021年 | 12月14日 | Sweet Dream                | Universe                 | -                          |                                       |
| 2022年 | 3月20日  | coNEXTion(Age of Light)    | -                        | -                          | 光化時代テーマ曲                      |
| 2023年 | 8月28日  | PADO                       | Golden Age               | -                          |                                       |
| 2023年 | 9月7日   | N.Y.C.T                    | -                        | N.Y.C.T                    |                                       |

### 劇中歌
- 「좋은 사람（いい人）」 - 『PLYFRIENDS ソヨン大学22学番編』（2022年）[25]

### フィーチャリング
- 「+82 Pressin' (feat. HAECHAN）」- 『The Firstfruit』（2025年）

### コラボレーション
- 「Best Day Ever」（2018年、ヘチャン、チョンロ、チソン）
- 「Snow Dream 2021」（2021年、イェリ、ヘチャン、チョンロ、チソン、ニンニン）[24]
- 「Thank You」- カンタ、BoA、ユンホ、チャンミン、イトゥク、リョウク、テヨン、ヒョヨン、キー、ミンホ、スホ、チャンヨル、スルギ、ジョイ、ドヨン、テン、マーク、ジェノ、ヘチャン、ヤンヤン、カリナ、ウィンター、ウォンビン、ソヒ、シオン、ユウシ（2025年）

### カバー
- トラヴィー・マッコイ、ブルーノ・マーズ「Billionaire」（2018年11月26日、マークと）[66]
- アンドメシュ・カマレン「Cinta Luar Biasa」（2019年10月27日）
- EXO「The First Snow」（2019年12月25日、マークと）[67]
- ジャスティン・ビーバー「Mistletoe」（2019年12月25日、マークと）[67]
- 東方神起「Begin ～Again Version～」（2024年5月20日、ロンジュン・チョンロ・チソンと）[68]
- 宇多田ヒカル「First Love」（2025年1月21日）[69]

## 出演

### テレビ番組
- 日本テレビ『NCT Universe: LASTART』（2023年9月7日）[70]

### スペシャルステージ
- YB「나는 나비」 - MBC歌謡大祭典（2021年12月31日）[71]

### イベント
| 年   | イベント名                                            | 開催日      | 開催場所             | 参加               | 参考   |
| ---- | ----------------------------------------------------- | ----------- | -------------------- | ------------------ | ------ |
| 2018 | SBS MTV『THE SHOW』の「ザ・ラジオショー」スペシャルDJ | 10月23日    | 韓国・ソウル         | ジェノ             | [ 72 ] |
| 2018 | 釜山ワンアジアフェスティバル MC                       | 10月28日    | 釜山アジアド主競技場 | ジェミン           | [ 73 ] |
| 2018 | 2018 済州韓流フェスティバル                           | 11月4日     | 済州総合運動場       | ジェノ             | [ 74 ] |
| 2019 | MBC『アイドル陸上大会』フロアMC                       | 9月13日放送 | 韓国・ソウル         | ジュイ（MOMOLAND） | [ 75 ] |

### 雑誌掲載
- 『@star1』7月号表紙（2022年）[76]
- 『ARENA HOMME+』4月号表紙（2023年）

## 受賞歴
- 第8回テンアジア・トップテン・アワード - Best K-Drama OST Artists部門、マレーシア1位[77]